# Georgiano Neto
Georgiano Fernandes Lima Neto (Teresina, 23 de novembro de 1993) conhecido como Georgiano Neto é um advogado e político brasileiro filiado ao Movimento Democrático Brasileiro (MDB). É deputado estadual pelo Piauí. 

## Biografia
Filho de Jussara Gomes Alves de Sousa Lima e do deputado Júlio César de Carvalho Lima. Georgiano Neto foi secretário executivo da Secretaria Municipal de Governo da Prefeitura de Teresina no período de janeiro de 2013 a março de 2014. Em sua primeira eleição ao cargo de Deputado Estadual pelo Piauí, em 05 de outubro de 2014, Georgiano foi - na época - o deputado estadual mais jovem eleito no Brasil, com 37.204 votos.  
A idade mínima exigida para assumir o cargo é de 21 anos. Georgiano foi eleito aos 20 anos, mas em 23 de novembro completou os 21 anos. Quando Georgiano foi diplomado e tomou posse, em janeiro de 2015,  ele já tinha a idade mínima necessária para o exercício do mandato. 
Nas eleições de 2018, Georgiano conseguiu 79.723 votos e conquistou a vaga para exercer seu segundo mandato, sendo o parlamentar mais votado da história do Piauí  e o segundo deputado mais votado do nordeste.  
Ao longo de sua atuação política, Georgiano ganhou destaque pela defesa de causas ligadas à juventude  e pela forte presença nos municípios, para os quais buscou garantir recursos e viabilizar obras e ações. Filho do Deputado Federal Júlio César. Georgiano  conta com o apoio do pai para desenvolver um mandato atuante em municípios de todo o estado.
Além do trabalho desenvolvido na Assembleia Legislativa do Piauí, Georgiano é bacharel em direito pela Faculdade Camilo Filho e também é presidente do Partido Social Democrático (PSD) Jovem desde 2013, quando o partido foi fundado. Defendendo a implantação de políticas públicas voltadas para a juventude, Georgiano assumiu a presidência nacional do PSD Jovem em junho de 2016. 
Georgiano Neto também se destaca por conta da forte conectividade com seus eleitores, através da presença nas redes sociais. São mais de 100 mil seguidores no Facebook e mais de 20 mil no Instagram, que fazem dele um dos parlamentares piauienses com mais representatividade nas redes sociais. Através de seus canais, Georgiano apresenta suas ações e mantém a proximidade com os apoiadores.  